# Hatton (Derbyshire)
Hatton – wieś w Anglii, w hrabstwie Derbyshire, w dystrykcie South Derbyshire. Leży 15 km na południowy zachód od miasta Derby i 185 km na północny zachód od Londynu. Miejscowość liczy 2690 mieszkańców.